# Дєдовськ
Дє́довськ (рос. Дедовск) — місто районного підпорядкування в Істринському районі, Московська область, Росія. Найбільший населений пункт в муніципальному утворенні міського поселення Дєдовськ.
Населення — 29 558 осіб. (2017)..
Розташоване за 38 км на північний захід від Москви (від нульового кілометра), за 18 км від МКАД, за 20 км від районного центру — Істри, на Волоколамському шосе. На території міста розташовано три зупинки Ризького напрямку Московської залізниці: платформа Малиновка, станція Дєдовськ і платформа Миїтівська.

## Історія
Назва походить від села Дєдово, що було розташоване на цьому місці (відоме з XVI століття). У 1913 році в Дєдові була побудована прядильно-ткацька фабрика (нині ПО технічних тканин) з робітничим селищем Дєдовський) при ній.
У 1940 році селище (разом з селом) було перетворено в місто Дєдовськ.

## Економіка
У місті розташовані такі промислові підприємства: Дєдовське виробниче об'єднання технічних тканин — ДПОТТ (головне підприємство міста, у наш час[коли?] територія фабрики здається під склади й не пов'язані з прямої сфері діяльності виробництва — косметика, мінеральна вода, і т. д.), взуттєва фабрика «Дефо», завод керамічних виробів ВАТ «Сокіл» (виробництво плитки), ремонтно-механічний завод. Один з найстаріших в області хлібозаводів («Дєдовський хліб»).

## Культура
У Центрі мистецтв ім. Олександра Васильовича Прядка, розташованому в колишньому ДК ОКБ інституту «Гідропроект» існує картинний вернісаж.
Діє дитяча художня школа, англійська інтерактивний дитячий клуб «English colours».

## Освіта
З 1998 року в місті працює філія Російського державного соціального університету (РГСУ).

## Цікаві місця
Поблизу Дєдовська, за 7 км на північний захід, у селі Аносіно — ансамбль Борисоглібського монастиря, заснованого в 1823 році княгинею Євдокія Мещерською, що підстриглася у черниці . З 1919 року на території колишнього монастиря діяв один з відділів Московського обласного краєзнавчого музею. У 1992 році будови, що залишилися від монастиря і прилегла земля передані Московському патріархату. Силами черниць і робочих відновлений Троїцький собор.
За 5 км на північ, у селі Дєдово-Тализіна розташовувалася садиба Коваленська, у якій проживав перекладач і публіцист М. С. Соловйов, часто гостював його брат філософ В. С. Соловйов, у молоді роки подовгу жив письменник і поет Андрій Бєлий, заїжджали Олександр Блок, Валерій Брюсов, Костянтин Бальмонт. Зараз від садиби зберігся лише зарослий ставок і залишки саду.
З 2000 по 2005 в прадідівських будувалася церква Георгія Переможця.

## Цікаві факти
Приблизно в XVII століттяе князь Вадбольскій, тодішній власник села Аксеновка (пізніше увійшла до складу міста), поїхав до Волоколамськ грати в карти і привіз додому виграш — дві сім'ї кріпаків селян, Старікове і Нікітіних. Нащадки Стариковим досі живуть на вулиці 1-а Пролетарська і на Віленінском селищі, а ці два прізвища носять кілька десятків сімей в місті.
Про деякі події, що відбувалися в місті 2-8 грудня 1941 року в дні Битви за Москву, розповідається в документальній повісті «День командира дивізії», написаної безпосереднім очевидцем тих подій колишнім військовим кореспондентом журналу «Прапор» Олександром Беком. У 1983 році повість була екранізована на Кіностудії ім. Горького режисером Ігорем Ніколаєвим під однойменною назвою «День командира дивізії».

В даний час, завдяки діючому в місті клубу кікбоксінга «Профі-Спорт», 
 Дедовськ взагалі вважається містом кікбоксерів — Костянтин Юрійович Новиков, головний тренер команди кікбоксингу ЦСКА

## Уродженці міста
Військовослужбовці
- Маков Володимир Миколайович — гвардії капітан РСЧА, у роки війни служив у 136-й Режецкой Червонопрапорної бригаді армійської гарматної артилерії. 30 квітня 1945 під час взяття Рейхстагу командував штурмовою групою, першою водрузили Прапор Перемоги над парадним входом західної частини будівлі, про що о 22 год. 30 хв. доповів по рації в штаб: «прибили в голову якоїсь німецької бл…», маючи на увазі корону статуї «Богиня Перемоги».[5]

Діячі культури
- Касьян Тетяна Костянтинівна (нар. 1957 року) — заслужений художник України.
- Мадянов Вадим Сергійович (нар. 23 листопада 1959 року) — радянський і російський кіноактор, кінорежисер.
- Мадянов Роман Сергійович (нар. 22 липня 1962 року) — радянський і російський актор театру і кіно, телеглядачам відомий за ролями в серіалах «Штрафбат», «Солдати», «Гаражі» та інших робіт, заслужений артист Росії.
- Дежуров Арсеній Станіславович (нар. 22 серпня 1968 року) — письменник, філолог-германіст, ведучий ранкового інтерактивного каналу «Злітна смуга» на Радіо Росії.

Спортсмени
- Українцев Вадим Володимирович (нар. 24 березня 1966 року) — спортсмен-кікбоксер, Чемпіон Світу, дворазовий чемпіон Європи, Чемпіон СРСР з кікбоксингу, президент Федерації кікбоксингу Московської області, Перший віце-президент ФКР, головний тренер збірної Росії з кікбоксингу, Заслужений тренер Росії.[6]
- Широков Роман Миколайович (нар. 6 липня 1981 року) — футболіст, гравець санкт-петербурзького ФК «Зеніт», півзахисник національної збірної Росії з футболу, Заслужений майстер спорту Росії.
- Лукашов Денис Павлович (нар. 25 квітня 1985 року) — спортсмен-кікбоксер, вихованець Вадима Украинцева, п'ятикратний Чемпіон Світу і триразовий Чемпіон Росії з кікбоксингу, переможець Перших Всесвітніх ігор бойових мистецтв в Пекіне, тренер клубу «Профі-спорт».[7]

## Міста-побратими
- Нью-Йорк, [джерело?] США (2011)
- Зиряновськ, [джерело?] Казахстан (2011)